# Chori Chori: Każdy ma prawo do miłości
Chori Chori: Każdy ma prawo do miłości (hindi: चोरी चोरी / Chori Chori, urdu: چوری چوری, tłum. dosłowne "cicho, cicho")  to bollywoodzka komedia miłosna z 2003 roku w reżyserii Milana Luthrii. W rolach głównych wystąpili Ajay Devgan i Rani Mukerji. 
Tematem filmu jest miłość: ta niespełniona, ta udawana i ta przemieniająca życie. Bohaterowie filmu, grając miłość, bronią się przed nią, poddają się jej.

## Fabuła
Delhi. Miasto, gdzie każdy może spotkać każdego. Co łączy beztroską, pełną radości życia, uroczą kłamczuchę, przyjaciółkę bezdomnych z bogatym melancholijnym architektem, marzycielem porzuconym przez ukochaną? A jednak Khushi (Rani Mukherjee) i Ranvir (Ajay Devgan) spotykają się pewnego dnia na delhijskim przyjęciu. Ona obsługuje gości, on stara się zapomnieć o Puji (Sonali Bendre) upijając się. Chwila rozmowy, podczas której Khushi ogląda projekt jego niedokończonego domu w górach w Shimli. Budowa tego domu miała spełnić dwa największe marzenia Ranvira – stworzyć coś godnego twórcy, a nie wyrobnika architektury i zbudować dom, który wypełni miłość między nim i Pooją. Porzucony Ranvir żali się oglądając z Khushi porzucony dom. Chwila mija, ich drogi rozchodzą się, ale Khushi przypomina sobie o niezamieszkanym domu, gdy nagle traci pracę i mieszkanie. Opuszcza Delhi udając się w Himalaje do Shimli. Zamieszkuje w domu Ranvira podając się za jego narzeczoną, ucieszona serdecznym przyjęciem ze strony jego rodziny. Pojawia się Ranvir. Wpada we wściekłość na widok intruza w swoim domu, ale wkrótce postanawia wykorzystać Khushi wzbudzając zazdrość w Pooji. Udając zakochanego narzeczonego chce odzyskać swoją miłość. Khushi żąda za swoją rolę pieniędzy. Zaczyna się gra, która przerośnie oczekiwania grających.

## Obsada
- Ajay Devgan – Ranvir Malhotra
- Rani Mukherjee – Khushi
- Sonali Bendre – Pooja
- Kamini Kaushal – Beeji
- Tiku Talsania – Chachaji
- Smita Jaykar – pani Malhotra, matka Ranvira
- Kulbhushan Kharbanda – ojciec Ranvira
- Sadashiv Amrapurkar – Chacha
- Shashikala – Chachi

## Piosenki
1. "Mehndi Mehndi" – Alka Yagnik
2. "Aate Aate" – Alka Yagnik, Babul Supriyo
3. "Tu Mere Saamne" – Alka Yagnik
4. "Main Ek Ladki" – Sunidhi Chauhan
5. "Chori Chori"  – Alka Yagnik
6. "Amma Meri"
7. "Kehna Hai" – Alka Yagnik, Kumar Sanu
8. "Roothe Yaar Nu" – Adnan Sami